# Zalembius rosaceus
Genre
Espèce
Synonymes
- Cymatogaster rosaceus Jordan & Gilbert, 1880

Statut de conservation UICN

 LC  : Préoccupation mineure
Zalembius rosaceus est une espèce de poissons appartenant à l'ordre des Perciformes, à la famille des Embiotocidae. C'est la seule espèce de son genre Zalembius (monotypique).